# Felix Uduokhai
Ohis Felix Uduokhai (ur. 9 września 1997 w Annaberg-Buchholz) – niemiecki piłkarz pochodzenia nigeryjskiego grający na pozycji obrońcy.

## Życiorys
Jest wychowankiem TSV 1860 Monachium. W czasach juniorskich trenował także w VfB Annaberg 09 i Erzgebirge Aue. 13 stycznia 2016 został włączony do kadry pierwszego zespołu TSV 1860. W 2. Bundeslidze zagrał po raz pierwszy 12 września 2016 w wygranym 2:1 meczu z 1. FC Nürnberg. 1 lipca 2017 odszedł za milion euro do VfL Wolfsburg. W Bundeslidze zadebiutował 19 sierpnia 2017 w przegranym 0:3 spotkaniu z Borussią Dortmund. 28 sierpnia 2019 został wypożyczony do FC Augsburg.